# Епархия Сент-Джона

Герб епархии Сент-Джона

Епархия Сент-Джона (лат. Dioecesis Sancti Ioannis Canadensis) — епархия Римско-Католической церкви с центром в городе Сент-Джон, Канада. Епархия Сент-Джона входит в архиепархию Монктона. Кафедральным собором епархии Монктона является собор Непорочного зачатия Пресвятой Девы Марии в городе Сент-Джон.

## История
30 сентября 1842 года Римский папа Григорий XVI издал бреве «Dominici gregis», которым учредил епархию Нью-Брунсвика, выделив её из епархии Шарлоттауна. 4 мая 1852 года епархия Нью-Брунсвика стала суффраганной епархией митрополии Галифакса. 8 мая 1860 года епархия Нью-Брунсвика уступила часть своей территории новой епархии Чатема (сегодня — Епархия Батерста) и была переименована в епархию Сент-Джона.
22 февраля 1936 года епархия Сент-Джона уступила часть своей территории новой архиепархии Монктона и стала суффраганной этой новообразованной архиепархии.

## Ординарии епархии
- епископ William Dollard (Dullard) (30.09.1842 — 20.08.1851);
- епископ Thomas Louis Connolly (4.05.1852 — 8.04.1859);
- епископ John Sweeny (9.11.1859 — январь 1901);
- епископ Timothy Casey (25.03.1901 — 2.08.1912);
- епископ Edward Alfred Le Blanc (2.08.1912 — 17.02.1935);
- епископ Patrick Albert Bray (18.03.1936 — 17.06.1953);
- епископ Alfred Bertram Leverman (27.07.1953 — 7.09.1968);
- епископ Joseph Neil MacNeil (9.04.1969 — 2.07.1973);
- епископ Arthur Joseph Gilbert (3.04.1974 — 2.04.1986);
- епископ Joseph Edward Troy (2.04.1986 — 24.09.1997);
- епископ Joseph Faber MacDonald (23.10.1998 — 9.09.2006);
- епископ Robert Harris (8.05.2007 — по настоящее время).

## Источник
- Annuario Pontificio, Libreria Editrice Vaticana, Città del Vaticano, 2003, ISBN 88-209-7422-3
- Бреве Dominici gregis, Raffaele de Martinis, Iuris pontificii de propaganda fide. Pars prima, т. V, Romae, 1893, стр. 301  (лат.)